# Star City (Indiana)
Star City é uma Região censo-designada localizada no estado americano de Indiana, no Condado de Pulaski.

## Demografia
Segundo o censo americano de 2000, a sua população era de 377 habitantes.

## Geografia
De acordo com o United States Census Bureau tem uma área de
2,7 km², dos quais 2,7 km² cobertos por terra e 0,0 km² cobertos por água. Star City localiza-se a aproximadamente 221 m acima do nível do mar.

## Localidades na vizinhança
O diagrama seguinte representa as localidades num raio de 24 km ao redor de Star City.